# La Gazette
La Gazette, anche Gazette de France, fu una rivista settimanale francese. Venne fondata da Théophraste Renaudot, medico di re Luigi XIII; il primo numero uscì il 30 maggio 1631. Progressivamente divenne il portavoce del legittimismo. La Gazette cessò le pubblicazioni nel 1915.

## Durante l'Ancien Régime
Prima dell'avvento della Gazette, le informazioni sui fatti di attualità di solito venivano diffuse attraverso fogli scritti a mano (nouvelles à la main), come si faceva nel resto d'Europa. La Gazette, che aveva lo scopo di informare i lettori sugli avvenimenti della corte, si interessava prevalentemente di questioni politiche e diplomatiche, ma dava conto anche delle discussioni scientifiche e letterarie che si svolgevano in casa del suo redattore, il medico Théophraste Renaudot. Il Cardinal Richelieu e Luigi XIII di Francia erano collaboratori abituali. Tra i primi membri del comitato di vigilanza de La Gazette vi furono Pierre d'Hozier, Vincent Voiture, Guillaume Bautru, e Gauthier de Costes.
La Gazette divenne il punto di riferimento per la diffusione delle notizie e, quindi, un eccellente mezzo per controllare il flusso di informazioni in uno stato altamente centralizzato. Nel 1672 giunse ad avere 12.000 abbonati.
Nel 1762 il suo nome fu modificato in Gazette de France, con il sottotitolo Organe officiel du Government royal ("Organo ufficiale del governo reale").

## Durante la rivoluzione
La Gazette tacque riguardo alla nascita della rivoluzione, senza menzionare neanche la presa della Bastiglia il 14 luglio 1789, limitandosi a pubblicare gli atti di governo. Per la soddisfazione dei suoi lettori, Charles-Joseph Panckouke pubblicò un supplemento, Le Gazettin, che riportò una sintesi dei lavori dell'Assemblea nazionale costituente. 

Nel 1791, il Ministero degli affari esteri, che un tempo possedeva La Gazette, la ricomprò di nuovo. Nicolas Fallet venne nominato direttore, succedendo a Nicolas Chamfort; da quel momento la Gazette divenne l'organo ufficioso dei girondini. Il giornale divenne un quotidiano il 1º maggio 1792. 

Dopo l'esecuzione capitale di Luigi XVI, il 21 gennaio 1793, fu rinominata Gazette nationale de France. Il tono dei suoi articoli rimase molto prudente ed imparziale.